# George Grey Barnard
George Gray Barnard (Bellefonte, 24 de mayo de 1863 - Nueva York, 24 de abril de 1938) fue un escultor estadounidense que se formó en París. Es especialmente conocido por su trabajo La lucha de las dos naturalezas en el hombre en el Museo Metropolitano de Arte, sus grupos de esculturas en el Capitolio del Estado de Pensilvania y su estatua de Abraham Lincoln en Cincinnati. Sus obras principales son en gran parte de carácter simbólico. Su colección personal de fragmentos arquitectónicos medievales se convirtió en una parte fundamental de The Cloisters en la ciudad de Nueva York.

## Biografía
Barnard nació en Bellefonte, Pensilvania pero creció en Kankakee, Illinois. Fue hijo del reverendo Joseph Barnard y Martha Grubb; el nieto y tocayo del comerciante George Gray Grubb; y bisnieto de Curtis Grubb, miembro de cuarta generación de la familia Grubb y antiguo propietario de la célebre Grey's Ferry Tavern en las afueras de Filadelfia.
Barnard estudió por primera vez en el Instituto de Arte de Chicago con Leonard Volk. El premio que recibió por un busto de mármol de una joven le permitió ir a París, donde en un período de tres años y medio, asistió a la Escuela de Bellas Artes (1883-1887), mientras trabajaba también en el taller de Jules Cavelier. Vivió en París durante doce años y obtuvo un gran éxito con su primera exposición en el Salón de París de 1894. Regresó a Estados Unidos en 1896 y se casó con Edna Monroe de Boston. Enseñó en la Liga de estudiantes de arte de Nueva York de 1900 a 1903, sucediendo a Augustus Saint-Gaudens. Regresó a Francia y pasó los siguientes ocho años trabajando en sus grupos de esculturas para el Capitolio del Estado de Pensilvania. Fue elegido miembro asociado de la Academia Nacional de Dibujo de Estados Unidos a finales de 1800 y académico en 1902.

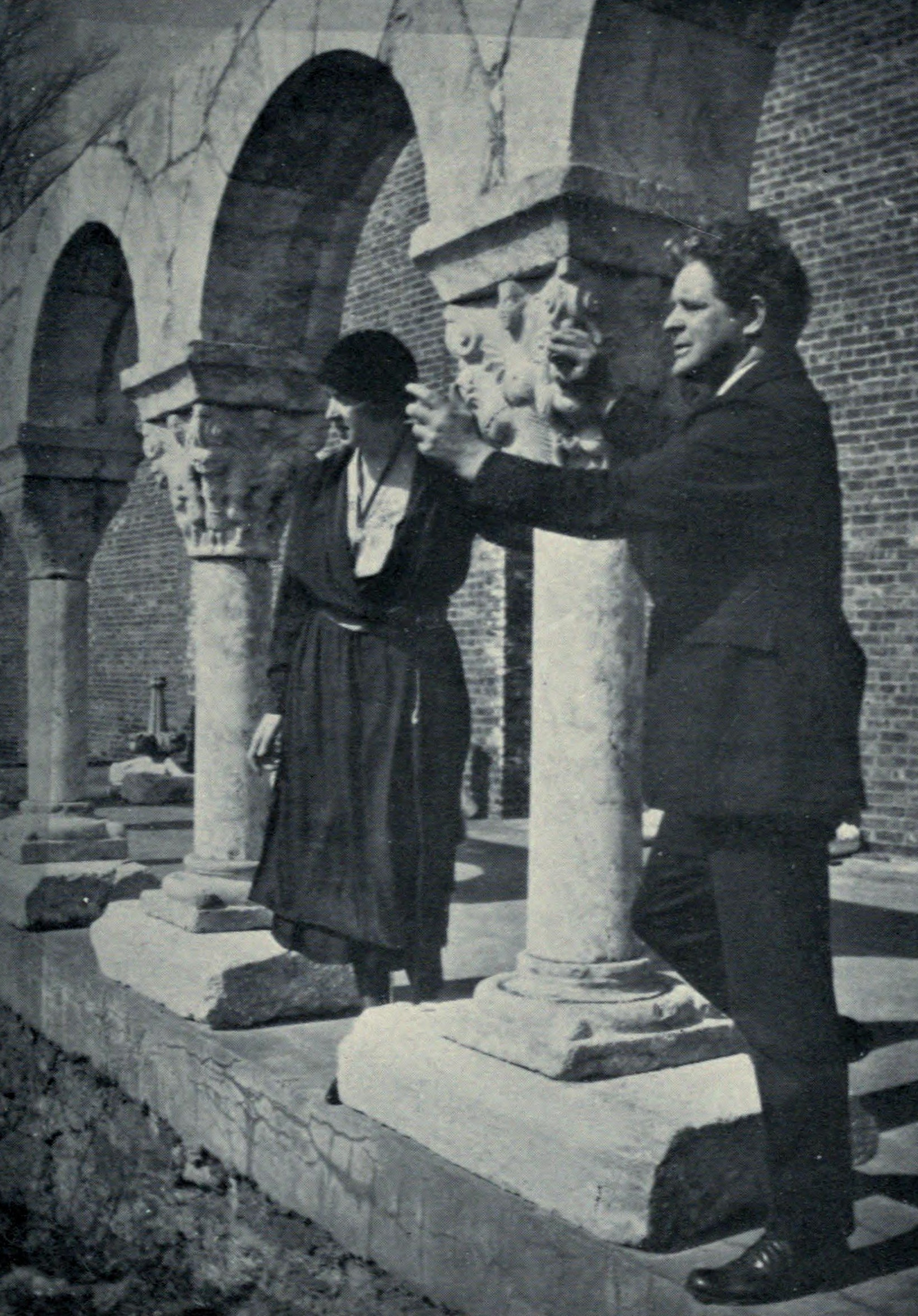
Barnard y Sheridan recorriendo su claustro en Nueva York, 1921.

Una fuerte influencia de Rodin es evidente en sus primeros trabajos. Sus principales obras incluyen "La lucha alegórica de las dos naturalezas en el hombre" (1894, en el Museo Metropolitano de Arte ); "The Hewer" (1902, en Cairo, Illinois); "The Great God Pan" (1899, en la Universidad de Columbia); "Rose Maiden" (c. 1902, en Muscatine, Iowa) y "Maidenhood" (1896, en Brookgreen Gardens).
The Great God Pan (1899), una de las primeras obras que Barnard completó después de su regreso a Estados Unidos, estaba originalmente destinada a los apartamentos Dakota en Central Park West. Alfred Corning Clark, constructor del Dakota, había financiado la carrera inicial de Barnard; cuando Clark murió en 1896, la familia Clark presentó las "Dos naturalezas" de Barnard al Museo Metropolitano de Arte en su memoria, y la sartén gigante de bronce fue entregada a la Universidad de Columbia, por el hijo de Clark, Edward Severin Clark.
En 1911 completó dos grandes grupos de esculturas para el nuevo Capitolio del Estado de Pensilvania: "La carga de la vida", "La ley quebrantada y Amor y trabajo" y "La ley inquebrantable".
Su enorme estatua de Abraham Lincoln (1917) ubicada en el Lytle Park de Cincinnati, Ohio generó una acalorada controversia debido a sus rasgos toscos y su postura encorvada. Tiempo después realizó dos esculturas más de Lincoln, la primera ubicada en Mánchester, Reino Unido (1919); y la segunda en Louisville, Kentucky (1922).
El marchante de arte francés René Gimpel lo describió en su diario (1923) como "un excelente escultor estadounidense" que está "muy absorto en hacerse una fortuna con el comercio de obras de arte". Barnard tenía un estilo personal autoritario: "Habla del arte como si fuera una ciencia cabalística de la que es el único astrólogo", escribió el poco comprensivo Gimpel; "habla para impresionar. Es una especie de Rasputín de la crítica. Los Rockefeller son su familia imperial. Y los comerciantes lo cortejan".
Interesado en el arte medieval, Barnard reunió fragmentos desechados de arquitectura medieval de pueblos franceses antes de la Primera Guerra Mundial. Estableció esta colección en un edificio de ladrillo parecido a una iglesia cerca de su casa en Washington Heights en Nueva York. La colección fue adquirida por John D. Rockefeller Jr. en 1925 y forma parte del núcleo de la colección The Cloisters, que forma parte del Museo Metropolitano de Arte. Al menos un objeto, vendido al Museo de Bellas Artes de Boston en 1924, lo ofreció con una procedencia engañosa.
Barnard murió tras un ataque al corazón el 24 de abril de 1938 en el Harkness Pavilion del Centro Médico de la Universidad de Columbia en Nueva York. Estaba trabajando en una estatua de Abel, traicionado por su hermano Caín, cuando cayó enfermo. Está enterrado en el cementerio de Harrisburg, Pensilvania.

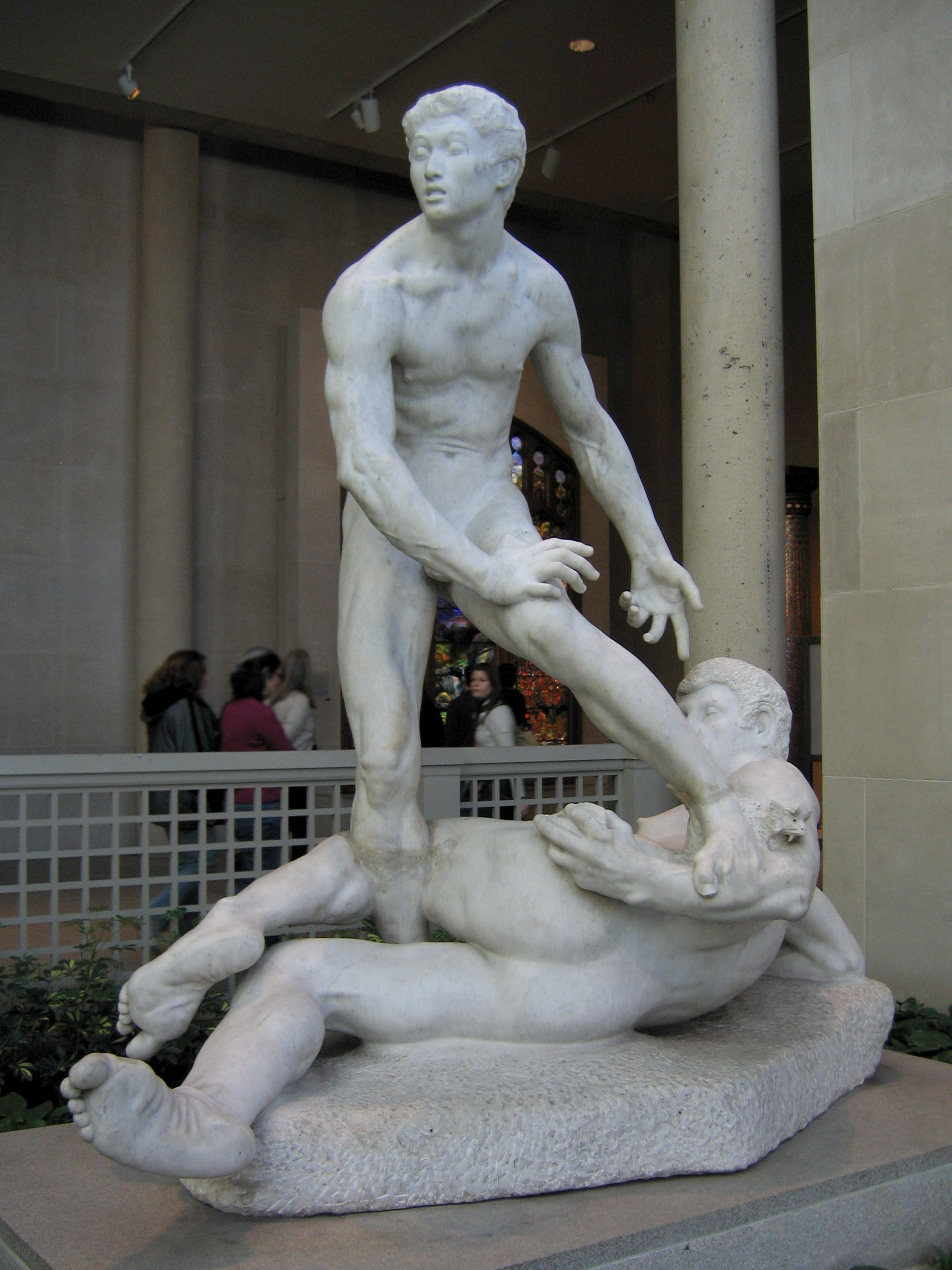
La lucha de las dos naturalezas en el hombre (mármol, 1892–1894), Museo Metropolitano de Arte.

## Trabajos seleccionados

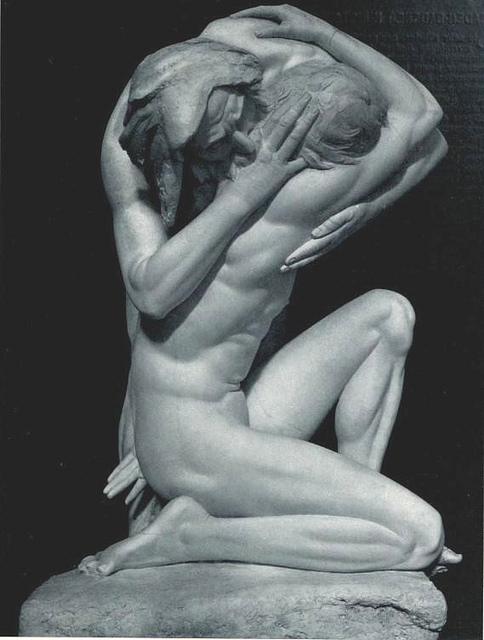
El hijo pródigo (1904), Speed Art Museum, Louisville, Kentucky.

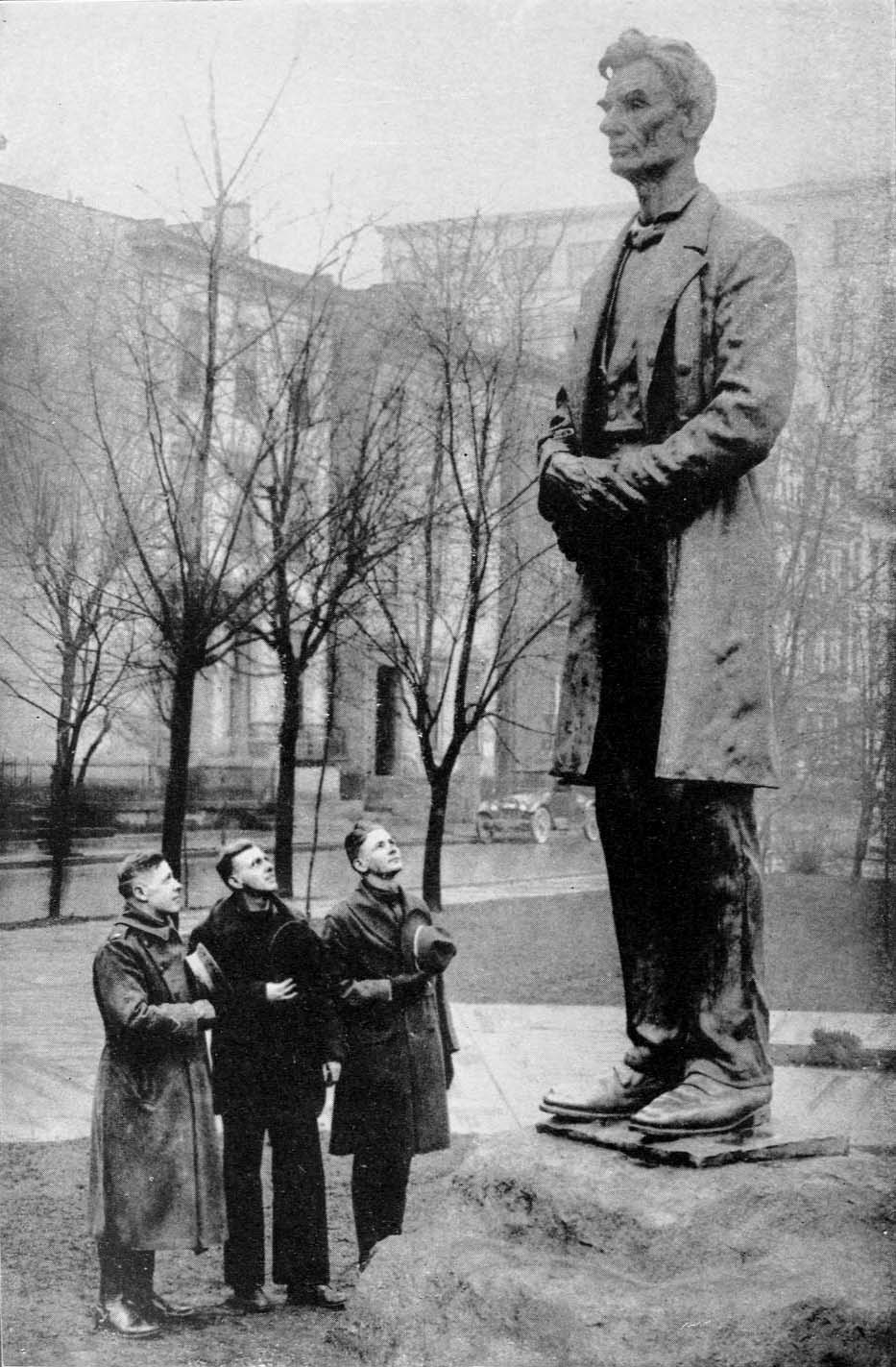
Estatua de Abraham Lincoln (bronce, 1917), Lytle Park, Cincinnati, Ohio.

- The Boy (mármol, 1885), colección privada
- Caín (1886, destruido)
- Amor fraternal (dos amigos) (mármol, 1886-1887), Langesund, Noruega.
  - Brotherly Love (bronce, 1886-1887), Clark Art Institute, Williamstown, Massachusetts.[9]
  - Amor fraternal (mármol, 1894), monumento a Edward Severin Clark, cementerio de Lakewood, Cooperstown, Nueva York.[10]
- La lucha de las dos naturalezas en el hombre (mármol, 1892–1894), Museo Metropolitano de Arte.
- Maidenhood (Inocencia) (1896), Brookgreen Gardens, Murrell's Inlet, Carolina del Sur. Evelyn Nesbit se hizo pasar por modelo.[11]
- Doncella de las rosas (Rose Maiden) (mármol, 1898), cementerio de Greenwood, Muscatine, Iowa.
- Urna de la vida (1898-1900), Museo de Arte Carnegie, Pittsburgh, Pensilvania.[12] Creado para contener las cenizas del director de Metropolitan Opera Anton Seidl.[13]
  - El misterio de la vida (mármol, 1895–1897), Museo Smithsoniano de Arte Americano, Washington D. C. Exhibido en el Armory Show de 1913.
  - El nacimiento (mármol, 1895-1897). Expuesto en el Armory Show de 1913.[14]
  - Soledad (Adán y Eva) (mármol, c. 1906). Expuesto en el Armory Show de 1913. Las versiones en mármol se encuentran en el Museo de Arte Taft en Cincinnati, Ohio;[15] el Museo Chrysler en Norfolk, Virginia;[16] y el Loeb Art Center en Poughkeepsie, Nueva York.[17]
- The Great God Pan (1899), Dodge Hall Quadrangle, Universidad de Columbia, Nueva York. Expuesto en la Exposición de París de 1900,[18] y la Exposición Panamericana de 1901 en Buffalo, Nueva York.
- Transportation – Henry Bradley Plant Fountain (1900), Universidad de Tampa, Tampa, Florida.
- The Hewer (1902), Halliday Park, Cairo, Illinois. Expuesto en la Feria Mundial de St. Louis de 1904.[19]
  - Una versión de yeso se encuentra en el Auditorio Schwab, Universidad Estatal de Pensilvania, University Park.
  - Una versión de mármol está en Kykuit, Pocantico Hills, Nueva York.
- Escultura arquitectónica (1902-03), Teatro New Amsterdam, 214 West 42nd Street, Manhattan, Nueva York. Las esculturas de la fachada y el jardín de la azotea de Barnard se quitaron en 1937 y no están ubicadas.[20]
- El hijo pródigo (1904). Una de las esculturas de Love and Labor: The Unbroken Law, en el Capitolio del Estado de Pensilvania.
  - El hijo pródigo (mármol, 1904-1906), Museo de Arte Carnegie, Pittsburgh, Pensilvania.[21] Expuesto en el Armory Show de 1913.
  - El hijo pródigo (mármol, 1904), Speed Art Museum, Louisville, Kentucky.[22]
- 2 grupos de escultura pedimental: Historia ; The Arts (1913-1917), Main Branch, Biblioteca Pública de Nueva York, Manhattan.
- Mujer en ascenso (mármol, c. 1916), Kykuit, Pocantico Hills, Nueva York.
  - Una versión de yeso se encuentra en el Auditorio Schwab, Universidad Estatal de Pensilvania, University Park.[23]
- Estatua de Abraham Lincoln (bronce, 1917), Lytle Park, Cincinnati, Ohio.
  - Abraham Lincoln (bronce, fundición de 1919), Lincoln Square, Mánchester, Reino Unido.
  - Abraham Lincoln (bronce, fundición de 1922), Louisville, Kentucky.
- Cabeza de Abraham Lincoln (mármol, 1919), Museo Metropolitano de Arte.
- Hágase la luz (bronce, c. 1922), Monumento a Isaac Wolfe Bernheim del Bernheim Arboretum and Research Forest, Clermont, Kentucky.
  - Una réplica de mármol de 1928 marca la tumba de los padres de Barnard en el cementerio Springvale, Madison, Indiana.
  - Una réplica de mármol de 1936 se encuentra a la entrada de Scripps Park, Rushville, Illinois.
- Fuente de Adán y Eva (1923) Kykuit, Pocantico Hills, Nueva York.
- The Refugee (Grief) (mármol, en 1930), Museo Metropolitano de Arte.

## Galería

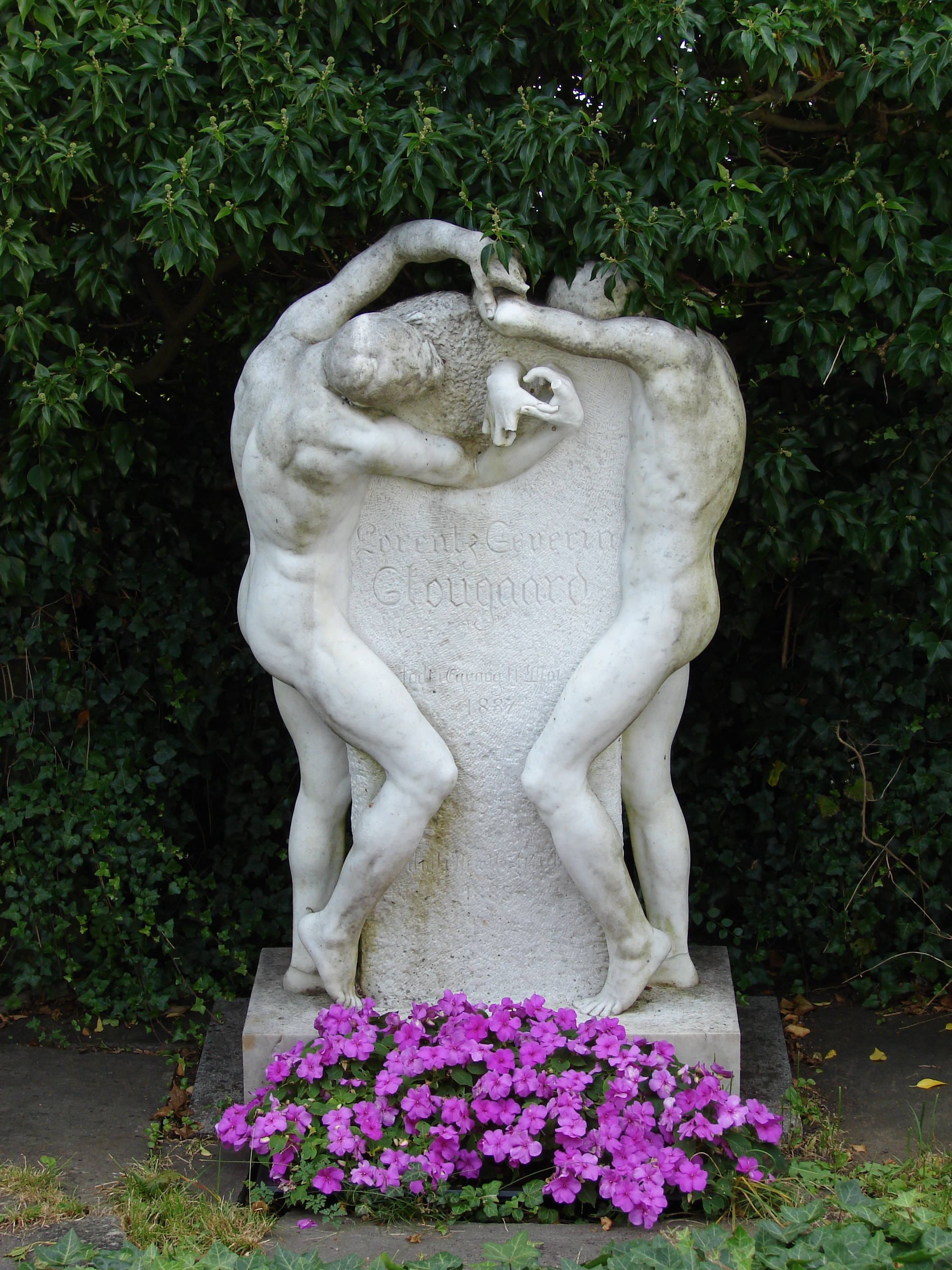
Amor fraternal (1886-1887), Langesund, Noruega.
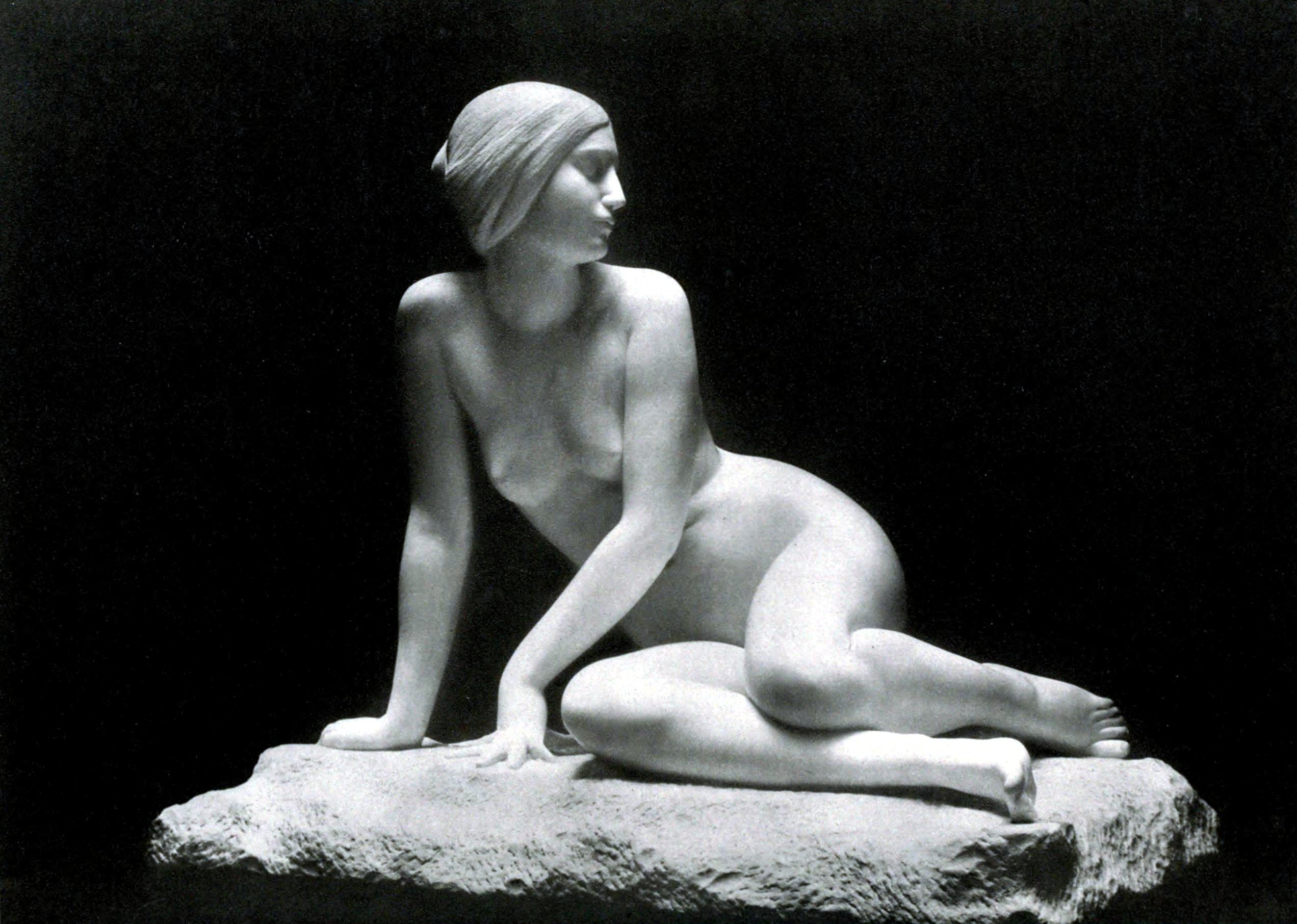
Maidenhood (1896), Brookgreen Gardens.
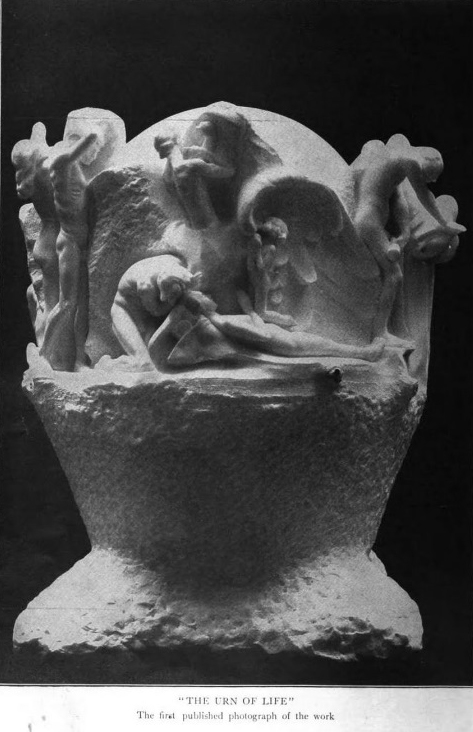
Urna de la vida (1898-1900), Museo de Arte Carnegie.
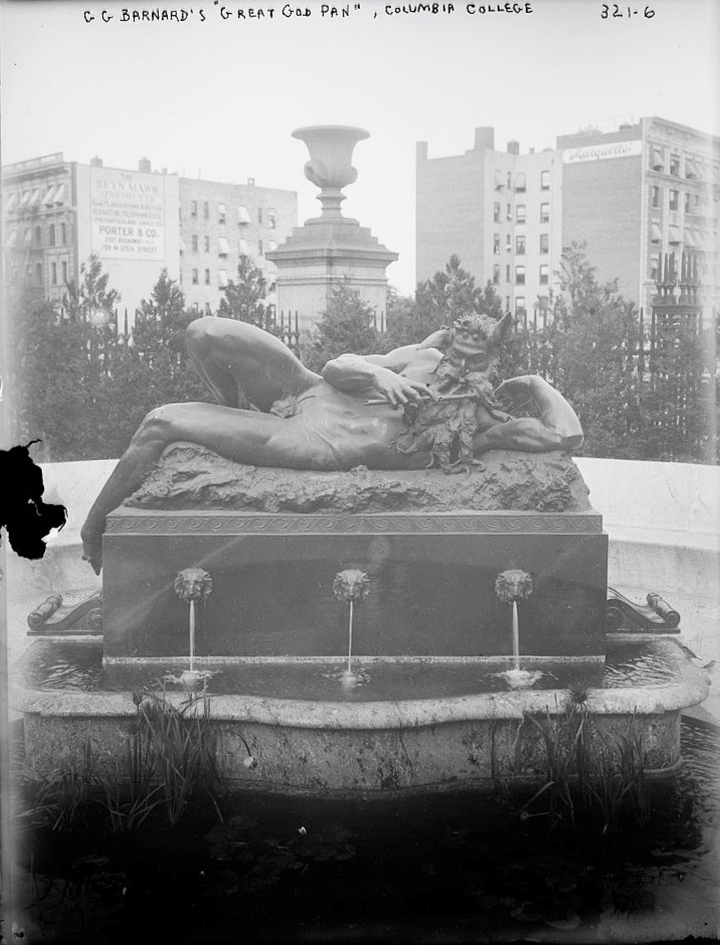
The Great God Pan (1899), Universidad de Columbia, Nueva York.
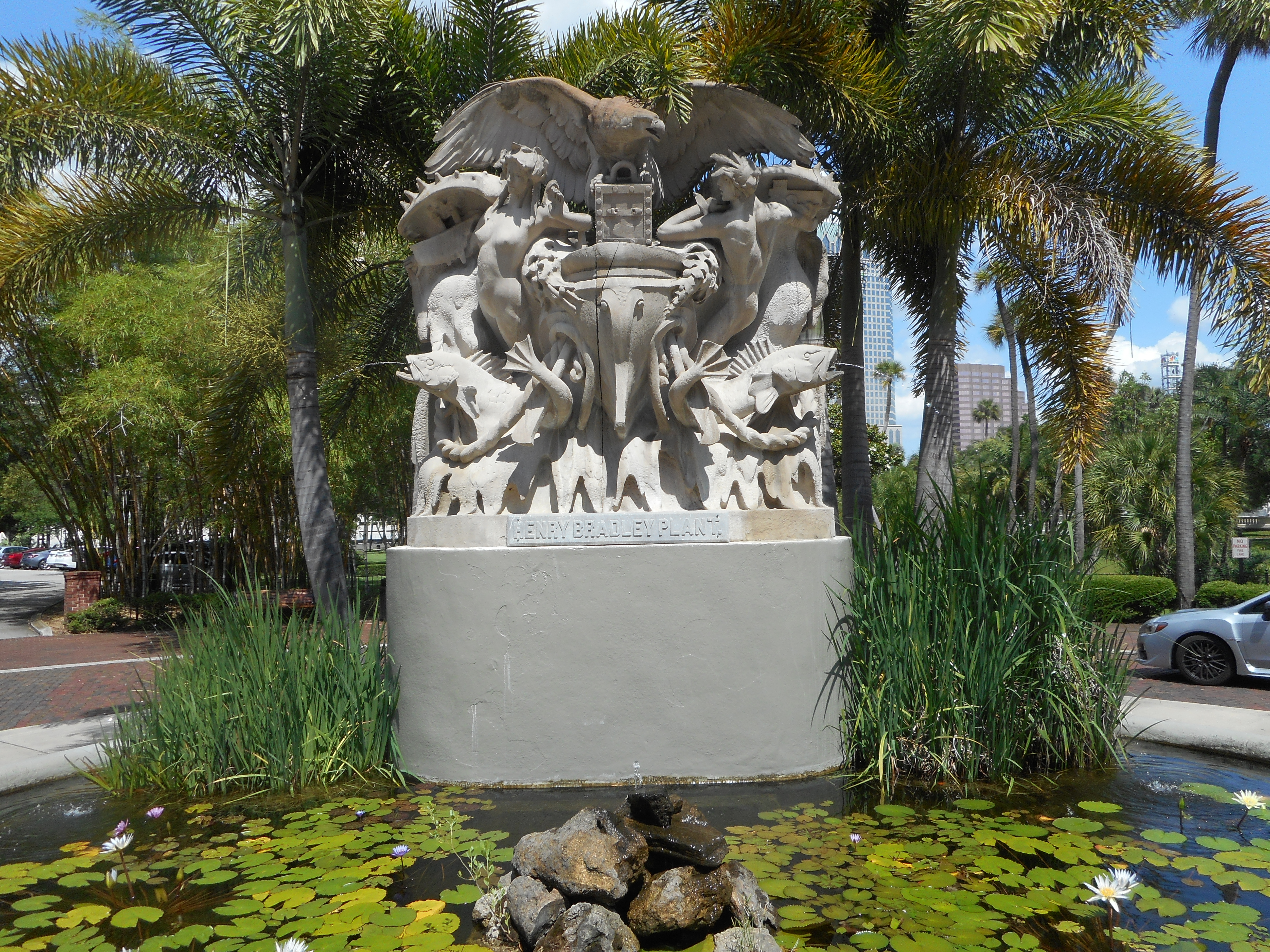
Transporte - Fuente de la planta Henry Bradley (1900), Tampa, Florida.
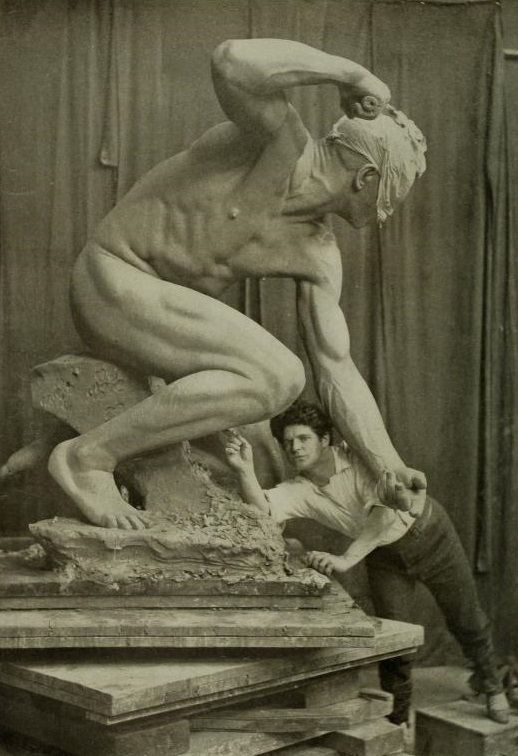
Barnard trabajando en The Hewer (c. 1902).
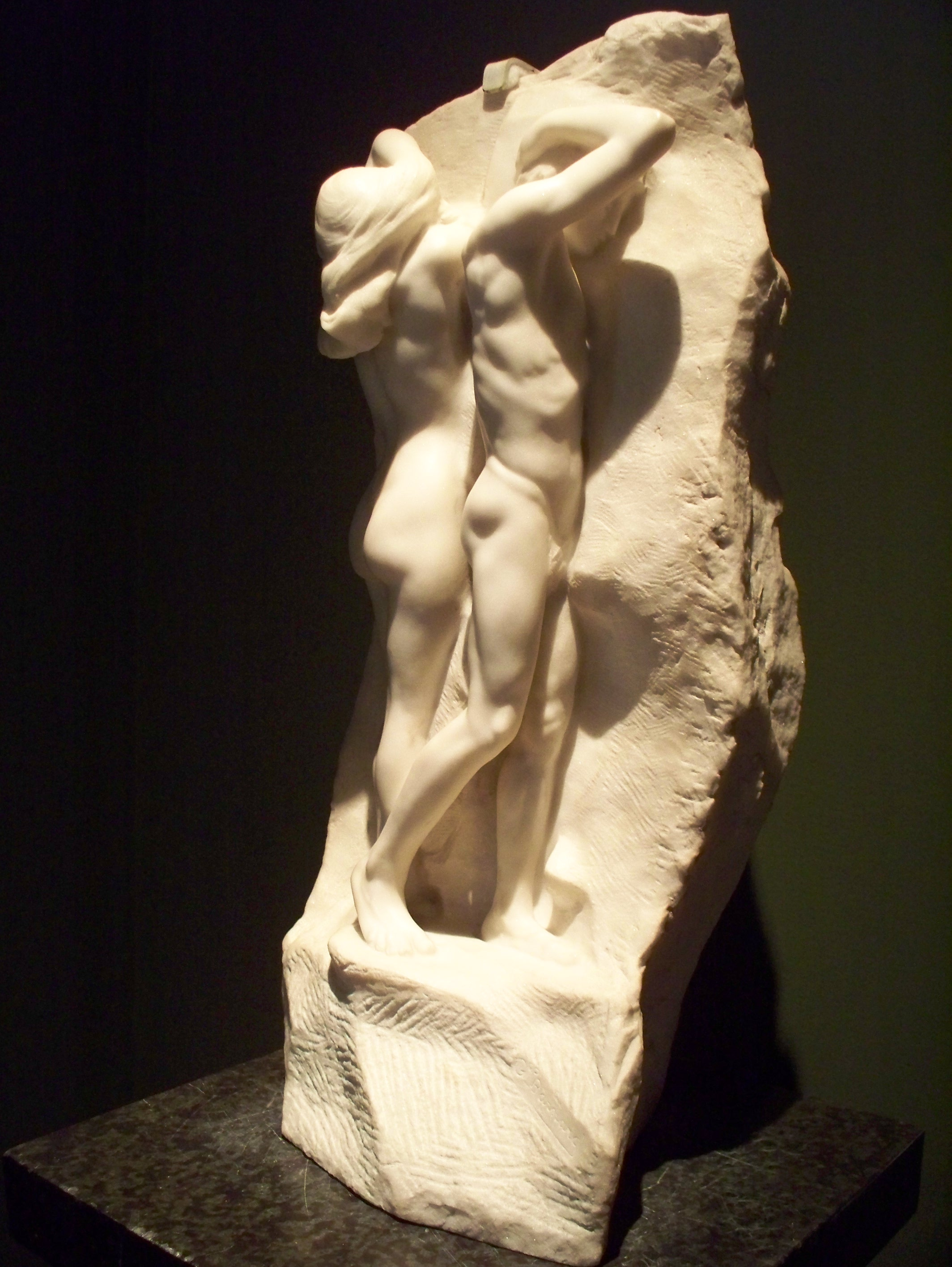
Soledad (Adán y Eva) (1906), Museo de Arte de Taft.
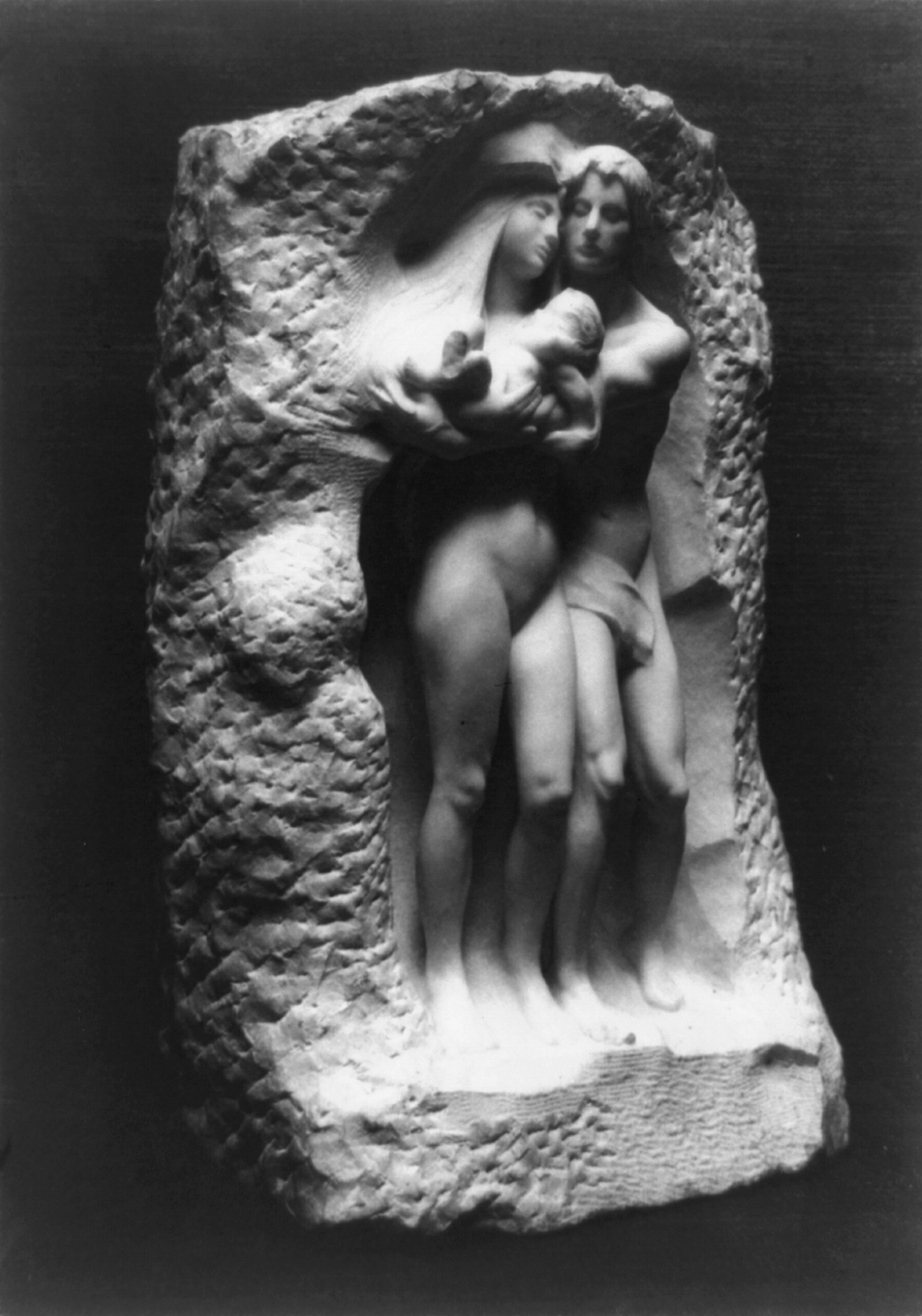
El nacimiento (1913).
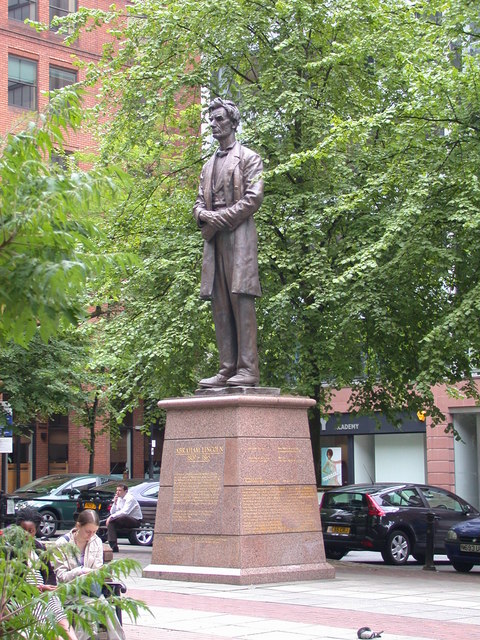
Abraham Lincoln (1919), Manchester, Inglaterra.
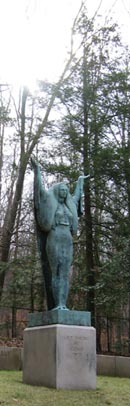
Hágase la luz (c. 1922), Claremont, Kentucky.

### Grupos de esculturas del Capitolio del Estado de Pensilvania
- Grupo norte: Amor y trabajo: La ley inquebrantable (mármol, 1911), Capitolio del estado de Pensilvania, Harrisburg.[24]

- Grupo sur: La carga de la vida: la ley quebrantada (mármol, 1911), Capitolio del Estado de Pensilvania, Harrisburg.[25]

## Legado
- Entre los estudiantes de Barnard estaban Anna Hyatt Huntington, Abastenia St. Leger Eberle, Beatrice Ashley Chanler y Malvina Hoffman.[26]
- Barnard donó 100 de sus modelos de yeso al Museo del Condado de Kankakee en Kankakee, Illinois.[27]
- Una colección de sus elementos arquitectónicos medievales se encuentra en el Museo de Arte de Filadelfia.
- El jardín de esculturas George Gray Barnard se creó en Bellefonte, Pensilvania (su lugar de nacimiento) en 1978.[28]

## Otras lecturas
- Thaw, Alexander Blair (December 1902). «George Grey Barnard, Sculptor». The World's Work: A History of Our Time V: 2837-2853. Consultado el 10 de julio de 2009.
- Harold E. Dickson, ed. George Gray Barnard: Exposición del centenario, 1863–1963 (cat. Universidad Estatal de Pensilvania, 1964).
- Sara Dodge Kimbrough, Extraído de Life: La historia de cuatro artistas estadounidenses cuya amistad y trabajo comenzaron en París durante la década de 1880, Jackson: University Press of Mississippi, 1976.
- Susan Martis, "Famosos y olvidados: Rodin y tres contemporáneos", Ph.D. disertación, Case Western Reserve University, 2004.
- Frederick C. Moffatt, Bronces errantes:George Grey Barnard Estatuas de Abraham Lincoln, Newark: University of Delaware Press, 1998.
- "La Colección de George Grey Banard", Philadelphia Museum Bulletin 40, n.º 206 (1945): [49] - [64]".
- Galerías Robinson, 'Colección de George Gray Barnard, Nueva York: The Galleries, 1941.
- Nicholas Fox Weber, The Clarks of Cooperstown: sus grandes e influyentes colecciones de arte, su pelea de cuarenta años, Nueva York: Alfred A. Knopf, 2007.